# 1988年夏季残疾人奥林匹克运动会意大利代表团
1988年夏季残疾人奥林匹克运动会意大利代表团是意大利派出的1988年夏季残疾人奥林匹克运动会代表团。获得16枚金牌、15枚银牌和27枚铜牌。